# Châtelus-le-Marcheix
Châtelus-le-Marcheix is een dorp in het Franse departement Creuse (regio Nouvelle-Aquitaine) en telt 367 inwoners (2007). De plaats ligt in het arrondissement Guéret.

## Geografie
De oppervlakte van Châtelus-le-Marcheix bedraagt 41,7 km², de bevolkingsdichtheid is 8,5 inwoners per km².

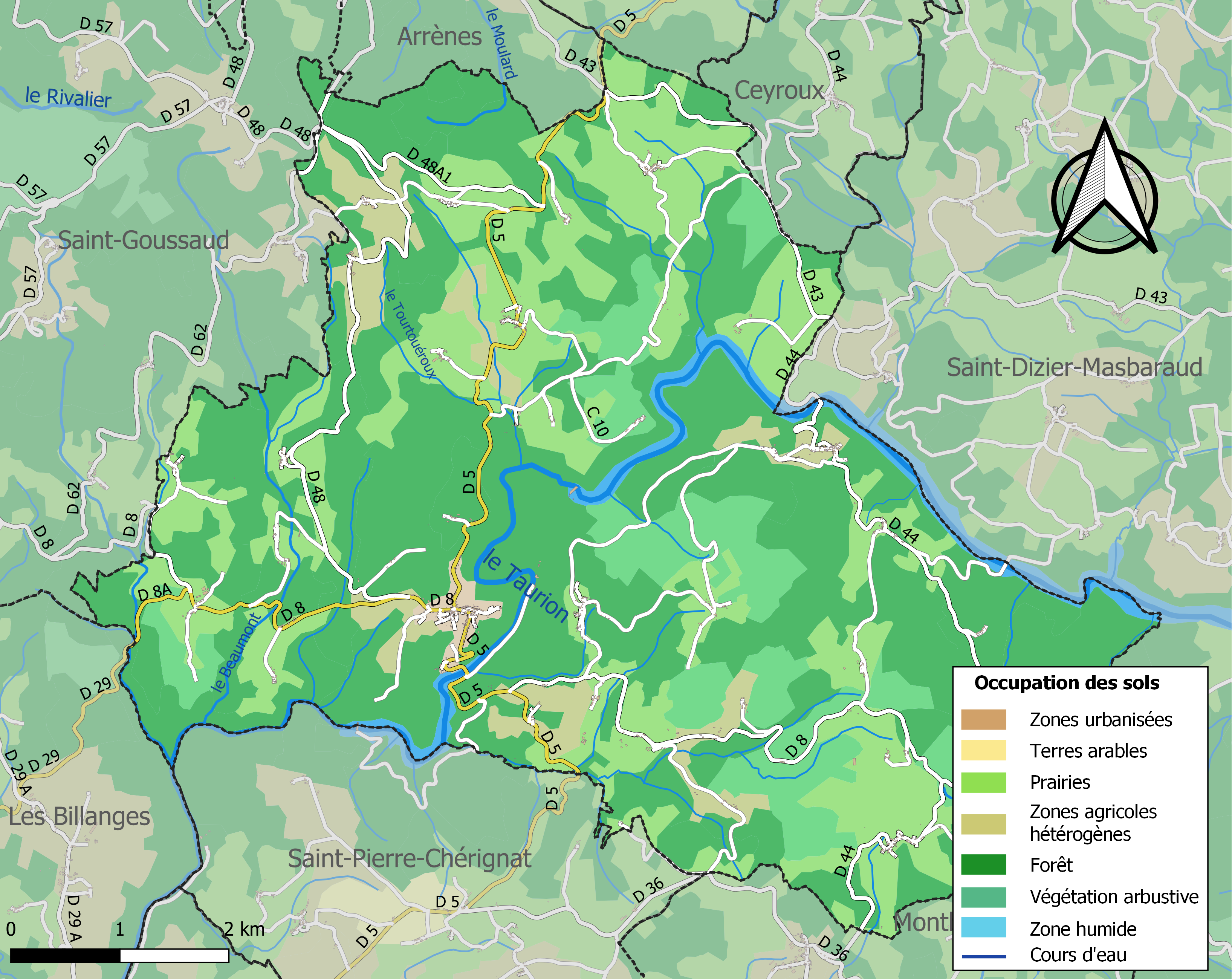
Kaart van de gemeente met de belangrijkste infrastructuur, bodemgebruik en omliggende gemeenten

## Demografie
Onderstaande figuur toont het verloop van het inwonertal (bron: INSEE-tellingen).

## In fictie
Châtelus-le-Marcheix is het geboortedorp van de schrijver Pierre Michon. Het speelt een rol in Michons boek Roemloze levens (Vies minuscules) en ook in De kaart en het gebied van Michel Houellebecq.